# اوجن هوتز
اوجن هوتز (اوکراینی: Євген Гудзь؛ زادهٔ ۶ سپتامبر ۱۹۷۲) بازیگر و خواننده اهل ایالات متحده آمریکا است. وی از سال ۱۹۹۹ میلادی تاکنون مشغول فعالیت بوده‌است.
او در فیلم همه‌چیز روشن شده‌است بازی کرده است.